# Dorfkirche Bellin

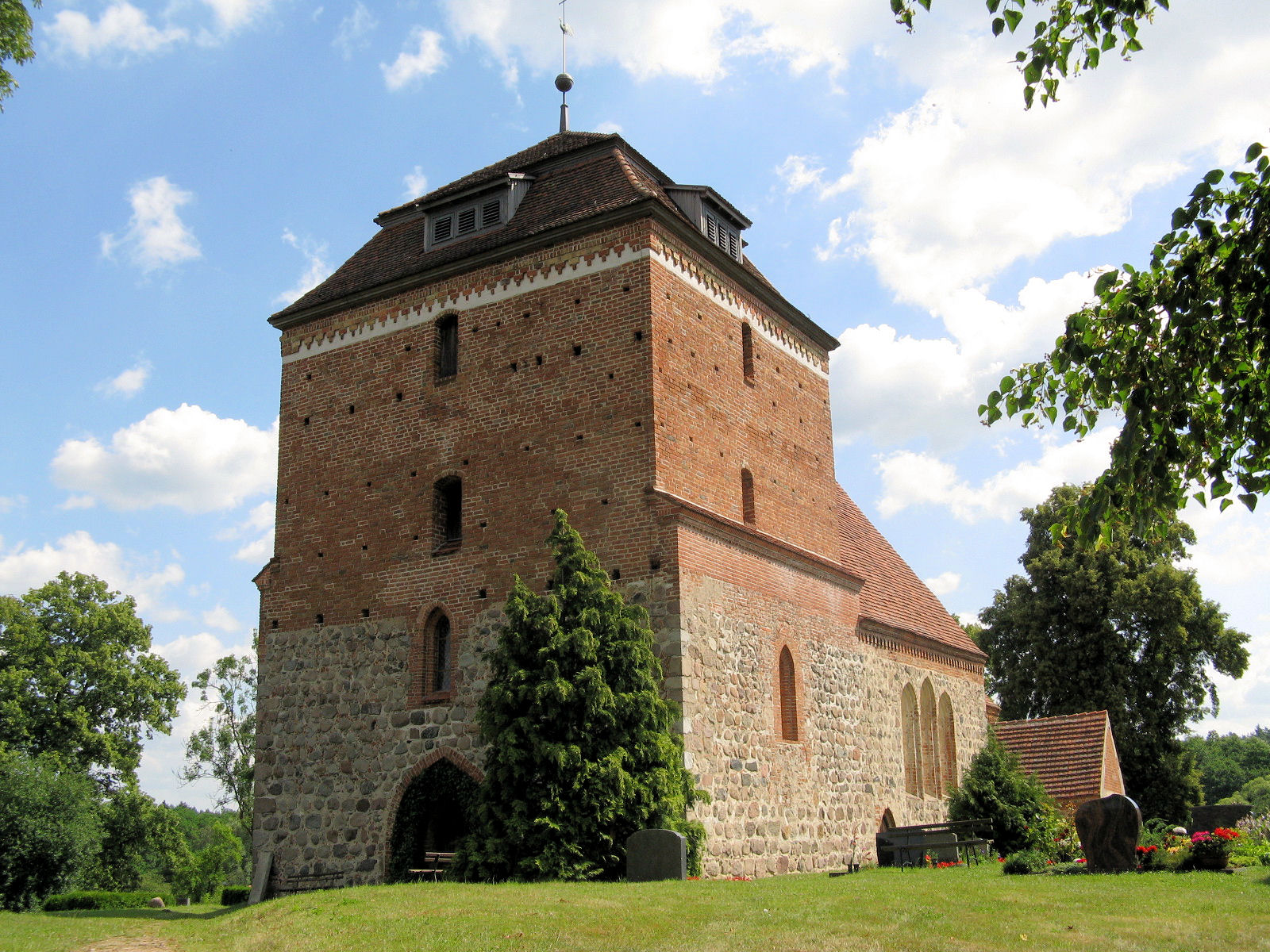
Kirche von Südwesten (2009)

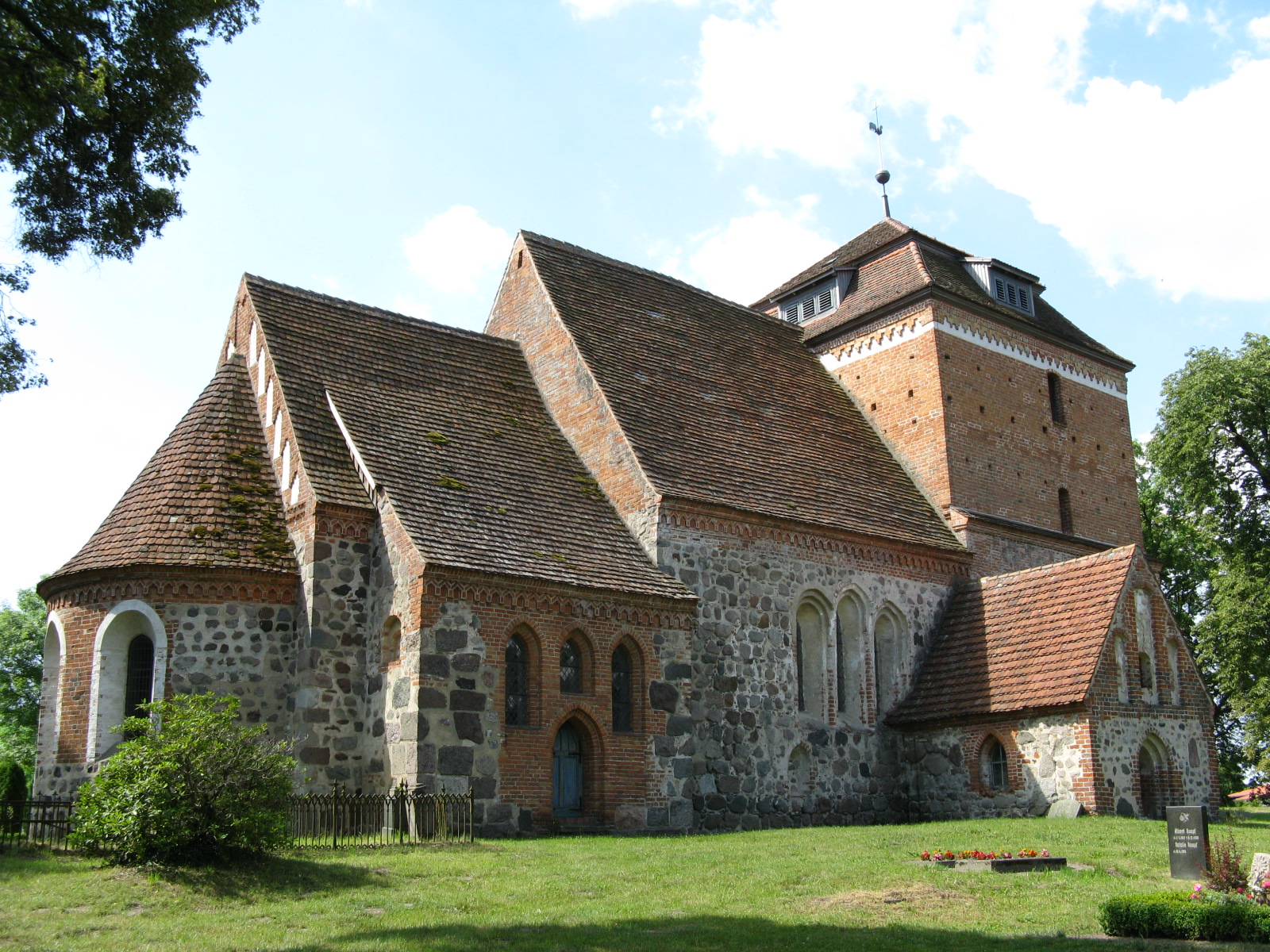
Kirche von Nordosten (2009)

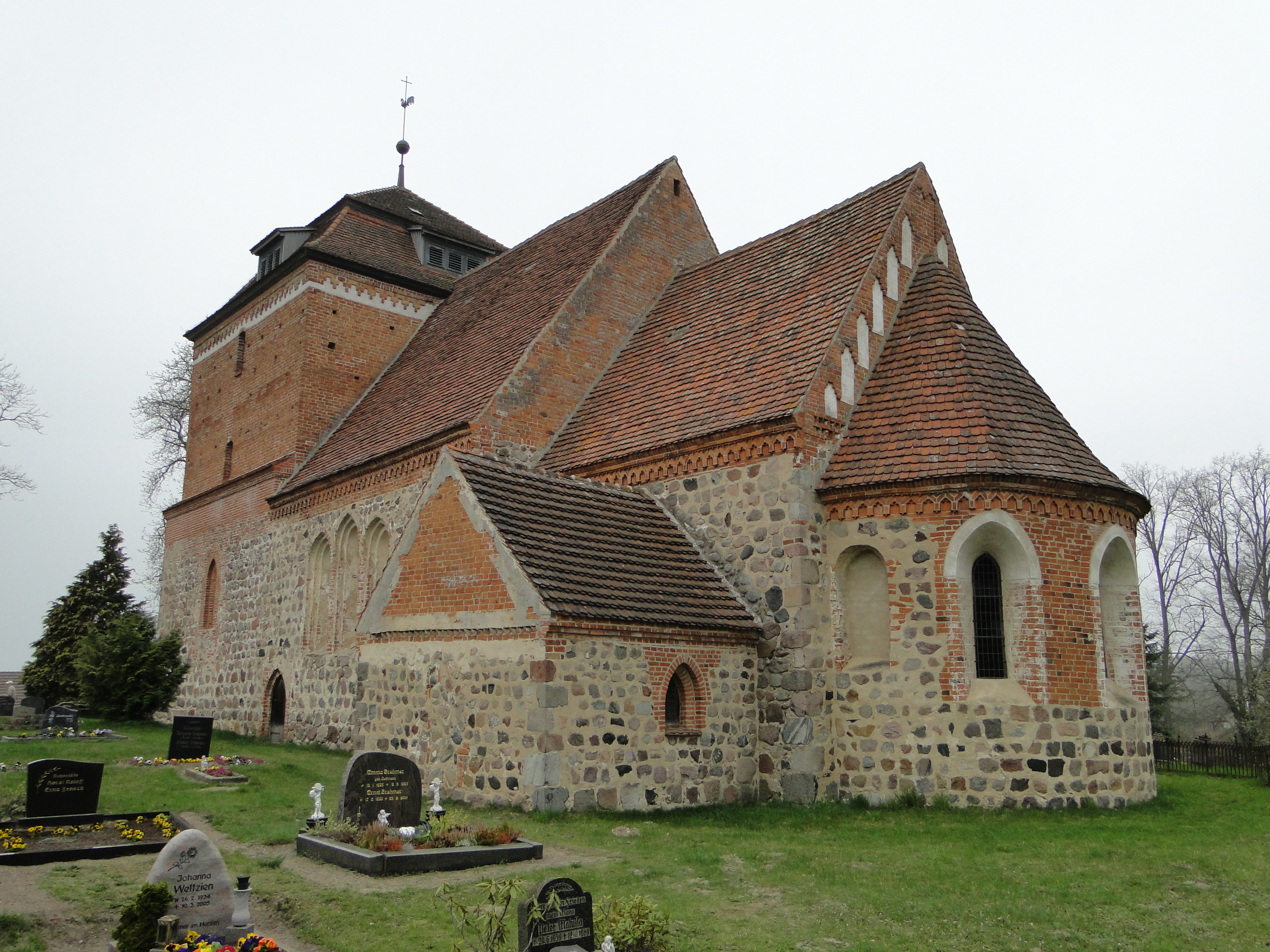
Kirche von Südosten (2013)

Die evangelische Dorfkirche Bellin ist eine spätromanisch-frühgotische Feldsteinkirche im Ortsteil Bellin von Krakow am See im Landkreis Rostock in Mecklenburg-Vorpommern. Sie gehört zur Kirchengemeinde Lohmen in der Propstei Rostock der Evangelisch-Lutherischen Kirche in Norddeutschland (Nordkirche).

## Geschichte
Bellin mit seinen Ackerscheiden wurde 1229 erstmals urkundlich erwähnt. Am 1. Juni 1299 verliehen Nicolaus von Werle und Heinrich  als Fürsten von Rostock mit Zustimmung ihrer Brüder Johann und Pribislaw dem Kloster Michaelstein im Bistum Halberstadt die Güter in der Einöde des Dorfes Rosin und bestimmen deren Grenzen. Bald darauf erschienen auch die von Bellin als werlesche Vasallen und saßen vor 1300 bereits auf Bellin und den anderen Gütern und Dörfern der Umgebung, wie Reimershagen, Jellen, Suckwitz, Kirch Kogel, Groß- und Klein Breesen. 1228 bis 1234 wurde Johannes de Bellin mehrfach im Gefolge der Fürsten von Werle erwähnt. Johannes von Bellin, von 1326 bis 1386 auf Bellin, war 1335 Advocatus, 1337 Ritter und Vogt zu Güstrow und ab 1347 fürstlicher Rat von Werle mit eigenem Siegel. Sein Sohn Behrend war von 1339 bis 1376 auf Bellin und mit Ermgard von Weltzien auf Sammit verheiratet.
1449 erhielt Gerd von Linstow, der die Tochter von Bernd von Bellin heiratete, den Besitz Bellin mit dem Gut. Seine Nachkommen behielten es bis 1662. 1614 erhielt Prediger Johannes Copobus 30 Gulden von Nikolaus Schröder, dem Küchenmeister als Finanzbeamter im Kloster Dobbertin. Nach 1662 kam der Besitz von Bellin in die Hände des neuen Adelsgeschlechtes von Sala, die es bis Ende des 18. Jahrhunderts besaßen. 1753 wurden die Schulden von Hans Christian von Sala als Patron der Belliner Kirche sogar aufgelistet. 1782 übernahmen die Grafen von Hardenberg die Besitzungen, 1803 folgten die Familie von Osten-Sacken und 1839 waren die von Hessenstein in Bellin. Zehn Jahre später war Friedrich August Peters der Besitzer und von 1851 bis 1862 hatte Wilhelm von Meding das Gut in Bellin. Von 1862 bis 1876 war August von Zülow mit Geschwistern auf Bellin, danach ging es für drei Jahre an Otto Karl Friedrich Hermann Koch, bis es ab 1880 an Friedrich Gotthard Eduard von Pentz kam. Seit 1900 saß auf Bellin der Rittmeister Gerhard Freiherr von Marschall.
Ab 1951 wurde Bellin von Lüdershagen verwaltet und 1998 mit Kirch Rosin vereinigt. 1998 erfolgte die Vereinigung mit Kirch Kogel, ab 2005 von Lohmen verwaltet und 2006 mit Lohmen zur Kirchgemeinde Lohmen gehörig. Seit 2012 gehört Bellin zur Propstei Rostock und dem Kirchenkreis Güstrow.

## Baugeschichte
Von 1228 an wurde Johannes von Bellin mehrfach im Gefolge der Fürsten von Werle erwähnt. Er gilt auch als mutmaßlicher Erbauer der Dorfkirche zu Bellin.
Mit der ersten Bauphase dieser Feldsteinkirche wurde Mitte des 13. Jahrhunderts noch in spätromanisch-frühgotischer Architektur begonnen, wie die Dreifenstergruppe mit Halbsäulenvorlagen am Langhaus belegen. Diese Details an der 1281 dendrochronologisch nachgewiesenen Datierung des Baubeginnes des Belliner Langhauses sind an weiteren Dorfkirchen im Güstrower Umland zu erkennen.
Zwischen 1696 und 1698 bat die Belliner Pfarre die Stadt Güstrow um Anleihen zu Bauarbeiten an der Kirche.
Am 22. Januar 1772 wurde ein Vertrag zwischen dem Güstrower Schloss- und Stadtuhrmacher N. C. Voss und dem Pastor Kunkel zwecks Reparatur der Kirchenuhr abgeschlossen. Zwischen 1825 und 1828 kam es zwischen der Pfarre Bellin und dem Klosteramt Dobbertin zu heftigen Streitereien bei der Herausgabe von Ländereien.
Nach Entwürfen vom Baumeister Studemund wurden nach 1854 im Kircheninnern umfangreiche Veränderungen vorgenommen.
Nach 1980 wurden die mittelalterlichen Wandmalereien aufwendig restauriert. Von 1999 bis 2000 erfolgte die Sanierung des Turmes mit der Glockenanlage. Das alte Pfarrhaus in Bellin wurde durch den 2000 gegründeten Verein Haus der Stille saniert. Die Kirchgemeinde nutzt einen Raum als Winterkirche.

## Baubeschreibung

### Äußeres
Die Feldsteinkirche hat in der besonderen Reihung einzelner Bauteile mit der eingezogenen Rundapsis, dem quadratischen Chor, dem breiten quadratischen Schiff, und dem gedrungenen Westturm gleicher Breite mit späterem Obergeschoss aus Backstein und mit Mansarddach eine für spätromanische Saalkirchen charakteristische Gliederung (Vollständige Anlage).
Das abgetreppte Westportal des Turms und das darüber gelegene Fenster im Feldsteinmauerwerk haben Spitzbögen aus Backstein. Das heute durch ein Walm-Mansarddach bedeckte, Mitte des 15. Jahrhunderts errichtete Obergeschoss des Turms ist ganz in Backstein ausgeführt, und seine Öffnungen weisen spätgotische Korbbögen auf. Chor und Langhaus sind durch einen Trauffries verziert, der nachträglich hinzugefügt und 1855 erneuert wurde. Auf beiden Seiten des Kirchenschiffs finden sich spitzbogige Dreifenstergruppen. In der halbrunden Apsis ist ein vermauertes Rundbogenfenster zu sehen. Die drei östlichen Fenster der Apsis wurden nachträglich spitzbogig vergrößert. Im Süden ist eine Südsakristei angebaut. Die mit einem Blendengiebel aus Backstein geschmückte Vorhalle des Nordportals stammt wohl aus der 1. Hälfte des 15. Jahrhunderts. Für die Herrschaftsempore wurde der Chor wohl im 17. Jahrhundert nach Norden erweitert.

### Inneres
Alle Bauteile im Inneren sind unterschiedlich überwölbt, das Schiff mit einem hochaufsteigenden sechsteiligen Rippengewölbe. Im Turm ein stark gebustes Kreuzrippengewölbe mit Birnenstäben, im Chor ein Domikalgewölbe mit Bandrippen, in der Apsis eine flache Halbkuppel mit drei aufgelegten Bandrippen und in der Sakristei ein Kuppelgewölbe mit aufgemalten Rippen.
Die Emporenbrüstung der Nordseite stammt aus der Kapelle Weitendorf.

#### Wand- und Gewölbemalereien

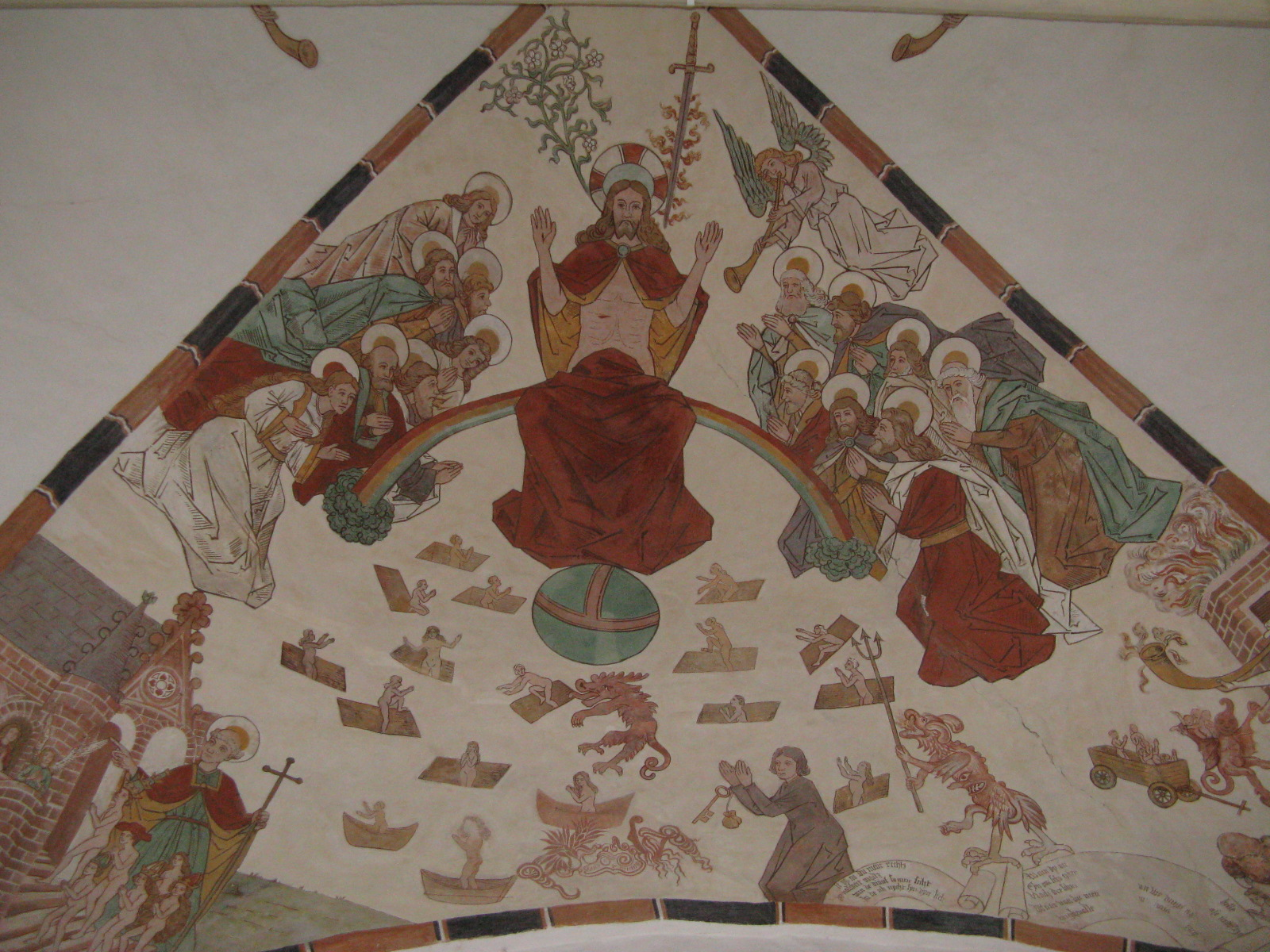
Jüngstes Gericht über dem Chorbogen (2009)

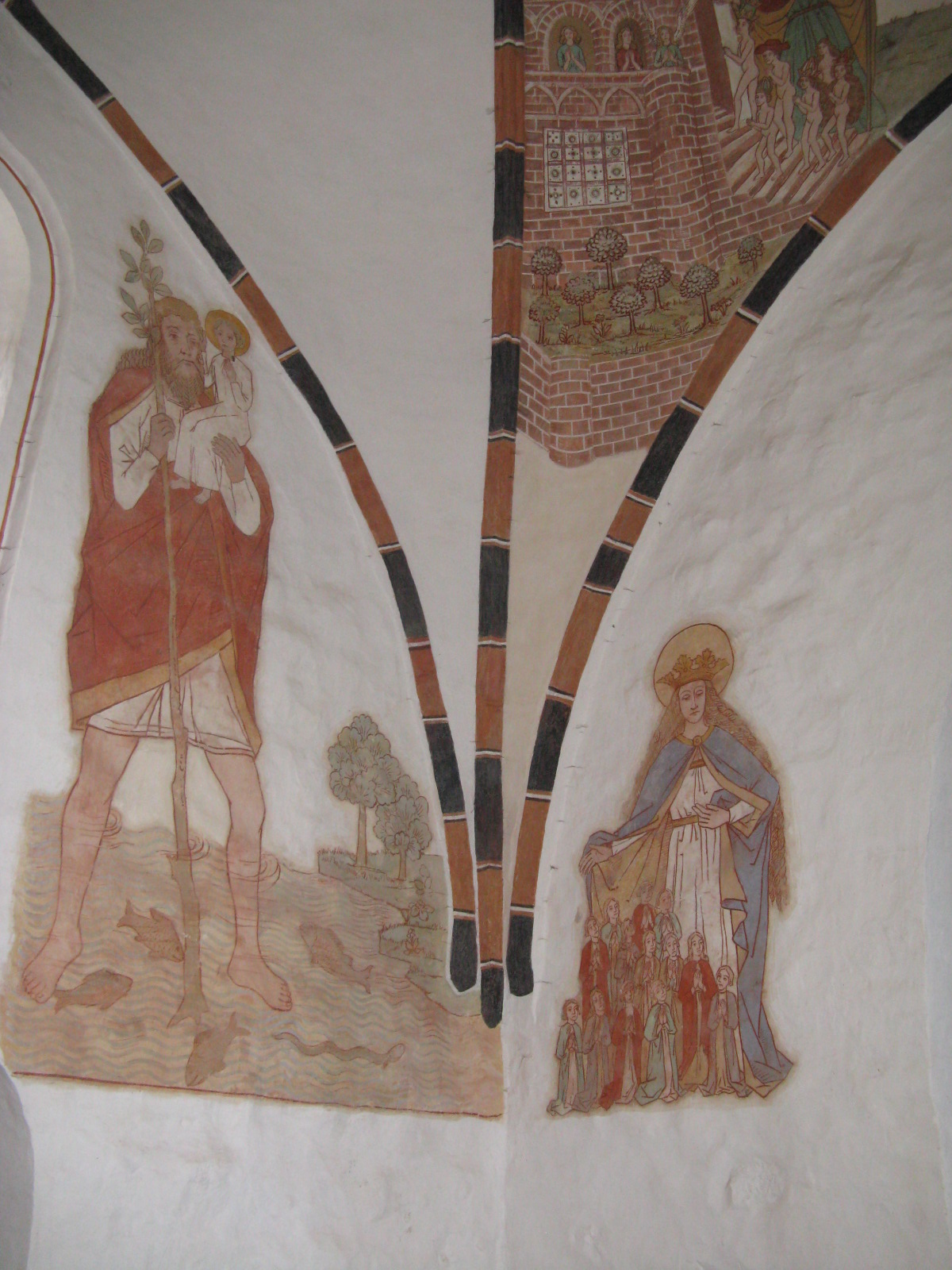
Schutzmantelmadonna und Heiliger Christophorus (2009)

In der Kirche wurden 1898 Fresken aus dem 14. und 15. Jahrhundert aufgedeckt und anschließend durch den Wismarer Maler Krause restauriert und im neogotischen Stil ergänzt. Bei den Wand- und Gewölbemalereien sind in der Apsis Adam und Eva als Gestalten des ersten Menschenpaares und viermal der Widderkopf als Wappenschild der alten Adelsfamilie von Bellin zu sehen. An den Gewölben im Chor sind spätgotische Rankenmalereien und an der Ostseite die Verlobung der heiligen Katharina von Alexandrien in Gegenwart der heiligen Anna mit musizierenden Engeln zu sehen. Im Gurt des Trennungsbogens zwischen Apsis und Chor ist wiederum das Wappenschild der von Bellin zu sehen.
Von besonderem Interesse ist die Darstellung des Jüngsten Gerichts auf der östlichen Kappe des Schiffsgewölbes. Sie zeigt nach dem geläufigen Schema den auf einem Regenbogen thronenden Weltenrichter, umgeben von Engeln und fürbittenden Heiligen. Zu seinen Füßen vollzieht sich die Auferstehung der Toten, die entsprechend dem Richtspruch in die Gefilde der Seligen an der Nordseite oder in die Hölle an der Südseite gehen. Mit viel Phantasie ist der Höllenbereich wiedergegeben. In dem hahnenköpfigen Wesen, das aus einem Fenster des Höllenturmes lehnt und in ein Horn bläst, glaubt man eine vom Christentum degradierte slawische Gottheit zu erkennen.
Am nördlichen Triumphbogenpfeiler sind als Fresco eine Schutzmantelmadonna und der Heilige Christophorus, an dem südlichen Triumphbogenpfeiler der heilige Nikolaus und eine kleine Wiederholung des Jüngsten Gerichts zu sehen. An der nördlichen Schiffswand wurden Fragmente des Erzengels Michael als Seelenwäger freigelegt. Zwei kleine Teufel sind bemüht, die in der einen Schale gewogene Seele dadurch zu bekommen, dass sie in die Höhe schnellende Gegenschale mit aller Gewalt niederzuzerren suchen.

#### Altar und Kanzel

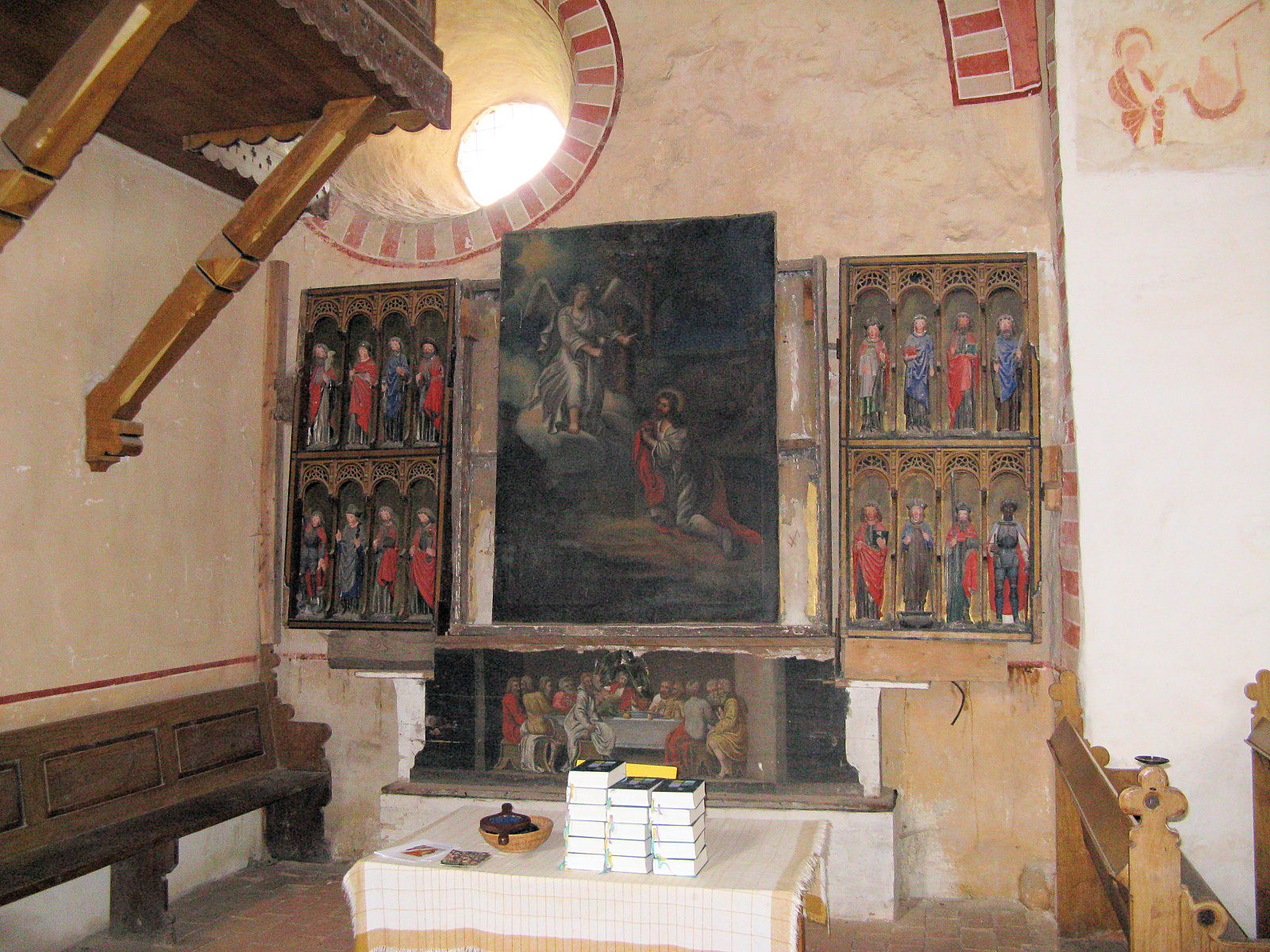
Reste vom Flügelaltar (2009)

Der vor Jahren ausgebaute aus dem 15. Jahrhundert stammende Altaraufsatz mit spätgotischen, geschnitzten Figuren der Heiligen Maria und den Aposteln steht heute vor der Westempore in der Turmhalle. Im Retabel das neutestamentliche Ölgemälde mit der Gethsemane-Szene und in der Predella ein Gemälde mit dem Abendmahl, wohl 18. Jahrhundert.
In der Apsis steht heute ein gemauerter Altar mit schlichtem Kreuz und Blick auf zwei Weihekreuze. Die Kanzel auf der Südseite im Kirchenschiff ist ein alleinstehender Korb ohne jeglichem Schmuckwerk.

#### Taufstein

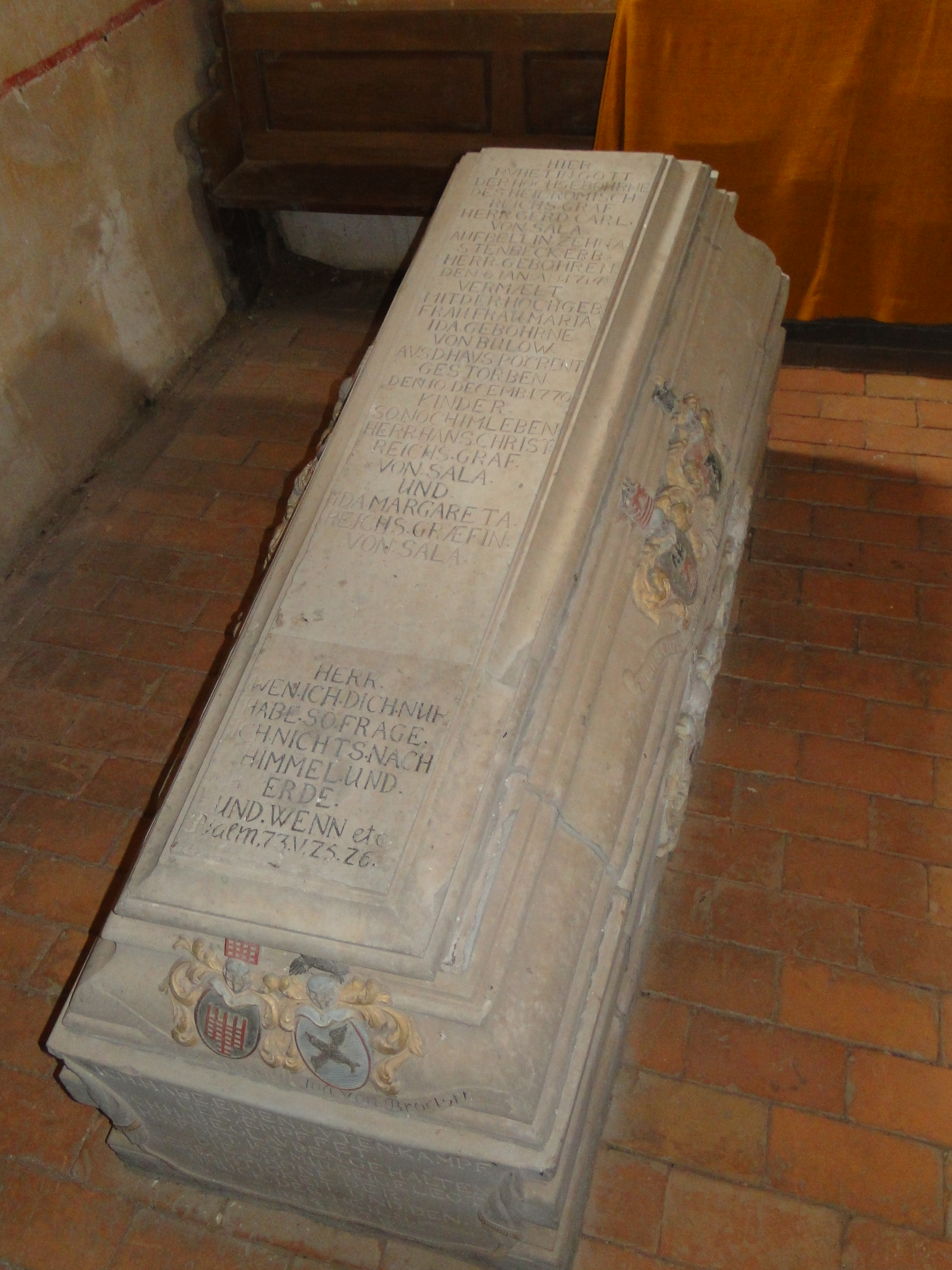
Sarkophag Gerd Carl von Sala (2013)

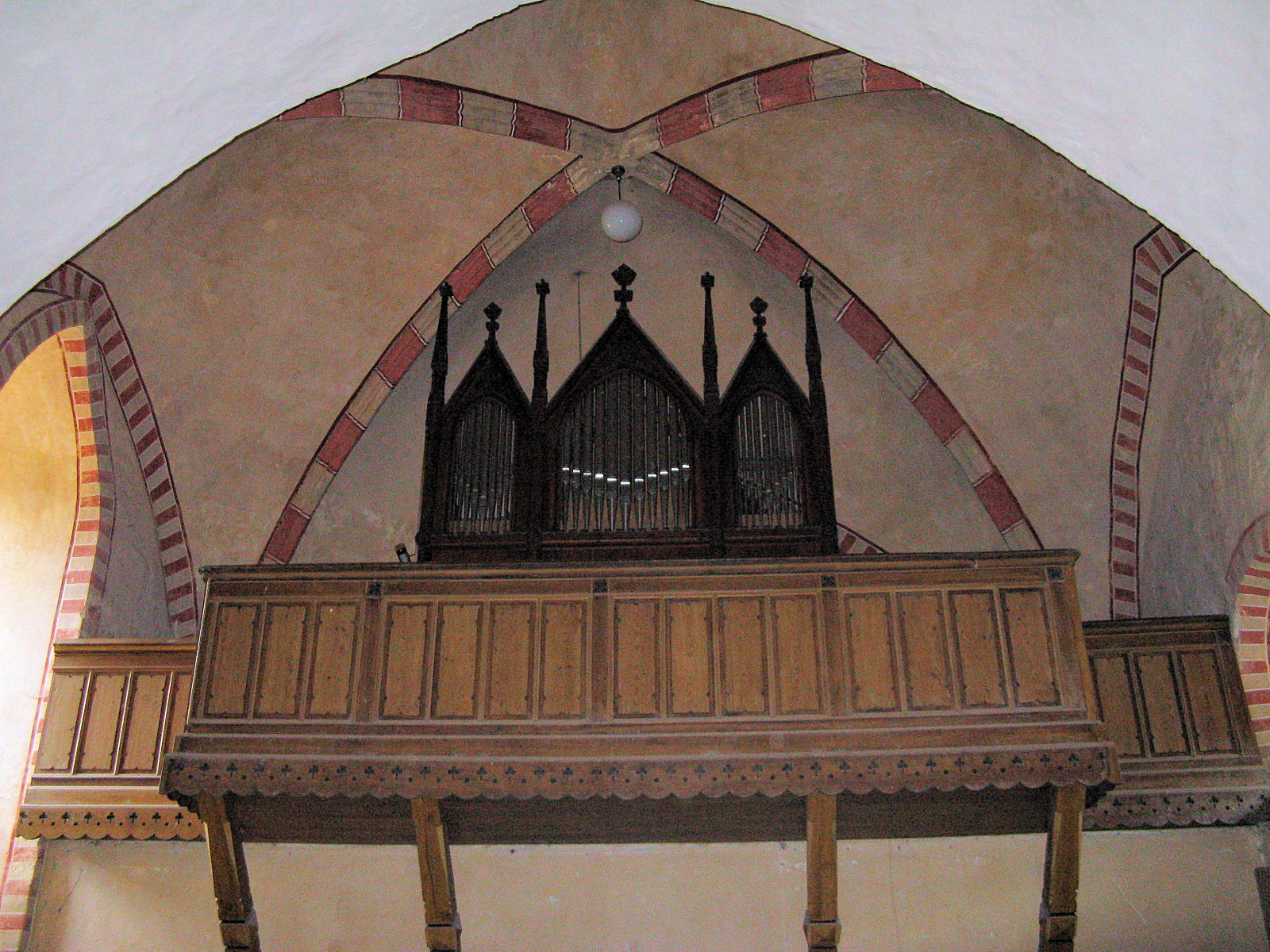
Orgelempore (2009)

Die im Chor stehende achteckige Taufe aus Sandstein vom Ende des 16. Jahrhunderts ist einer der selten anzutreffenden nachmittelalterlichen Taufsteine. Er zeigt am Fuß die Wappen der Stifterfamilie von Linstow sowie die der Familien von Behr und von Below. Im oberen Teil des Beckens befinden sich Inschriften und Reliefs mit Darstellung der Taufe Jesu und der Kindersegnung. In den Taufstein kann ein Messingbecken eingelegt werden, das laut Inschrift von Hedwig Margaretha von Sala, geborene von Buchwaldt 1690 gestiftet wurde.

#### Steinsarkophag
Unter der Westempore steht ein Steinsarkophag des Grafen Gerd Carl von Sala von 1770 mit Inschriften auf dem Deckel und an der Stirnseite. Farbig gestaltete Reliefwappen der Familien auch von Brocken, von Lewetzow und von Bülow, verzieren als Schmuck diesen imposanten steinernen Sarg von Gerd Carl von Sala auf Bellin, Zehna und Steinbeck Erbherr, geboren am 6. Januar 1714, vermählt mit Maria Ida von Bülow aus dem Haus Pokrent, gestorben den 10. Dezember 1770. Damals noch lebende Kinder waren: Herr Hans Christian Reichsgraf von Sala und Ida Margareta Reichsgräfin von Sala.

#### Orgel
Die Orgel mit sieben Registern auf einem Manual und Pedal hatte 1899 der Orgelbauer Carl Börger erbaut. Der neugotische dreiteilige Prospekt mit linksseitigem Spieltisch befindet sich auf der Westempore. Nach 1945 ging das Pfeifenwerk durch Zerstörung verloren. Danach wurden drei Register instand gesetzt. Die nächste Wiederherstellung mit leicht veränderter Disposition erfolgte 1999 durch den Orgelbaumeister Andreas Arnold vom Mecklenburger Orgelbau aus Plau am See. Ein neues Pfeifenwerk, neue Manubrien und Registerschilder wurden dabei angefertigt. Das Gehäuse wurde nach hinten verlängert und die von Börger noch vorbereitete Pedalkoppel wurde aktiviert.

#### Grabplatten
In der Mitte des Chorraumes wurde eine alte Grabplatte von 1713 in den Fußboden eingelassen. Sie erinnert an das hier beigesetzte Ehepaar, den hochwohlgeborenen Herrn Kammerpräsident Hans Christian von Sala, Erbherr auf Bellin und Zehna, und die hochwohlgeborene Frau Gemahlin Hedwig Margareta, geborene von Buchwaldten aus dem Hause Zierhagen, Haselburg und Mühlenkampf in Holstein Anno 1713, den 6. September. Eine weitere große Grabplatte von 1563 steht an der Wand hinter dem steinernen Sarkophag. Diese Grabplatte mit einer Reliefdarstellung des Gekreuzigten, zu dessen Füßen mehrere kniende Figuren zu sehen sind, erinnert an die am 28. Februar 1563 verstorbene Anna von Bülow aus dem Hause Wedendorf, Gemahlin des Hans von Linstow.

#### Glocken
Einst hingen im Turm zwei Glocken mit dem Bild eines preußischen Adlers und den Angaben BERLIN 1822 und 1823. Sie sollen aus den drei Kanonen des Grafen von Osten-Sacken gegossen worden sein, die Anfangs auf dem sogenannten Kanonenberg standen.
Im Glockenstuhl hängen drei Stahlgussglocken von 1928. Zwei sollen durch die Kirchgemeinde Bellin gestiftet worden sein, die dritte und größte stiftete der Hamburger Kaufmann Henry Sloman, der seit 1910 Besitzer des Gutes war. Eine ältere, 1723 von Michael Begun in Friedland unter dem Patronat von Hans Christian von Sala auf Bellin und Zehna und seiner Ehefrau Idas Margaretha gegossene Glocke soll dagegen verkauft worden sein.

## Pastoren
Namen und Jahreszahlen bezeichnen die nachweisbare Erwähnung als Pastor.
- erwähnt 1352 Pleban Bodo.
- 1541–1549 Johann Babe, ein christlich frommer Prediger, wohl gelehrt, lebte ehrlich.
- 1549–1557 Johann Besenthal, ein junger Mann, der im Examen wohl bestand.[29]
- 1603–1618 Johannes Capobus.[30]
- 1618–1625 Georg Parkentin (Barkenthien).
- 1626–1636 Gregor (Gregorius) Karnatz aus Güstrow.
- 1637–1639 Johann Northausen (Nordhausen) aus Thüringen.
- 1647–1675 Johann Scherer aus Dennstedt in Thüringen.
- 1675–1680 Johann Schutze aus Rostock, danach in Kuppentin.
- 1682–1692 Viktor Pfeiffer aus Kiel.
- 1692–1733 Johann Friedrich Warnecke aus Stralsund.
- 1738–1768 Paul-Ernst Schaumkell.
- 1768–1781 August Carl Kunkel aus Teterow.
- 1783–1807 Wilhelm Conrad Studemund aus Lübz.
- 1807–1822 Hans Bernhard Detlov Walter aus Neukloster.
- 1822–1874 Heinrich Joachim Friedrich Staude aus Malchin.
- 1874–1887 Johannes Friedrich Ludwig Staak.
- 1887–1915 Ferdinand Casper Theodor Klitzing.
- 1917–1938 Karl Schaeffer, kam aus Vorderindien, Vater war dort Missionar.
- 1938–1951 Dr. theol. Horst Schattkowsky.
- 1946–1954 Siegfried Müller.
- 2015 aktuell Jonas Görlich in Lohmen.

## Heutige Kirchengemeinde
Zur Kirchengemeinde Bellin mit ihrer Kirche gehören die Ortsteile Altenhagen, Badendiek mit Kirche, Bölkow, Braunsberg, Ganschow, Garden, Gerdshagen, Groß Breesen, Groß Upahl mit Kirche, Hägerfelde, Hohen Tutow, Karcheez mit Kirche, Kirche Kogel mit Kirche, Kirch Rosin mit Kirche, Klein Breesen, Klein Upahl, Klueß, Koitendorf, Lähnwitz, Lohmen mit Kirche, Marienhof, Mühlengeez, Mühl Rosin, Neuhof, Nienhagen, Oldenstorf, Prüzen, Riemershagen, Rothbeck, Rum Kogel, Schönwolde, Steinbeck, Suckwitz und Zehne mit Kirche.

### Gedruckte Quellen
- Mecklenburgisches Urkundenbuch (MUB)
- Mecklenburgische Jahrbücher (MJB)

### Ungedruckte Quellen
Landeshauptarchiv Schwerin (LHAS)
- LHAS 3.2-3/1 Landeskloster/Klosteramt Dobbertin. Nr. 3306 Kirche Bellin.
- LHAS 5.12-7/1 Mecklenburg-Schwerinsches Ministerium für Unterricht, Kunst, geistliche und Medizinalangelegenheiten. Nr. 8436 Bellin Kirche, Grabkapelle und Versenkung von Särgen, 1855.

Landeskirchliches Archiv Schwerin (LKAS)
- LKAS, OKR Schwerin, Bauzeichnungen und Pläne kirchlicher Gebäude. Nr. 002 Grundriss in neuer Höhe, Durchschnitt durch den Turm, 1854. Nr. 003 Chorbrüstung, 1854. Nr. 004 Predigerstuhl, Kanzel, 1854. Nr. 005 Baumeister Studemund, 1854. Nr. 006 Altarblatt, 1854. Nr. 012 Kirchenheizung, 1895. Nr. 014c Beleuchtung der Kirche, 1935.